# Fate/Grand Order Absolute Demonic Front: Babylonia
Pour le jeu mobile d'origine, voir Fate/Grand Order.
Fate/Grand Order Absolute Demonic Front: Babylonia (フェイト/グランドオーダー -絶対魔獣戦線バビロニア-, Feito/Gurando Ōdā: Zettai majū sensen Babironia) est une série télévisée d'animation japonaise produite par CloverWorks. Faisant partie de la franchise Fate de TYPE-MOON, il s'agit d'une adaptation du chapitre « Babylone » du jeu mobile Fate/Grand Order développé par DELiGHTWORKS (ja) et édité par Aniplex. Celle-ci est diffusée au Japon entre le 5 octobre 2019 et le 21 mars 2020,.

## Intrigue
En 2017, les fondements de l'humanité ont été incinérés par le Roi des Mages Solomon. Chaldea, une organisation secrète de mages ayant pour mission de préserver l'avenir de l'humanité, prévoyait l'extinction de l'humanité pour 2019. C'est ainsi que commença l'opération de réparation des Singularités de l'Histoire causées par les Saint-Graal dispersés dans le temps et l'espace - l'initiative Grand Order. En utilisant la technologie de voyage dans le temps, le Rayshift, le dernier Master de Chaldea, Ritsuka Fujimaru, et son demi-serviteur Mash Kyrielight ont voyagé et résolu six Singularités. Dès leur retour de la singularité de Camelot, ils doivent se rendre à leur plus dangereuse des destinations à ce jour : la Mésopotamie, en l'an 2655 av. J.-C., durant l'Age des dieux. À leur arrivée, Ritsuka et Mash découvrent rapidement que les bêtes démoniaques rodent dans la région, attaquant les gens et les villes. Au milieu du chaos et de la terreur se trouve la dernière défense de l'humanité : Uruk, une ville forteresse qui sert de ligne de front pour la bataille contre les bêtes. Le front de bataille est commandé par nul autre que le roi Gilgamesh, le Roi des héros, qui a demandé l'aide des esprits héroïques et a endossé le rôle d'un mage pour protéger sa ville. Ils apprennent que trois divinités sont derrières ces invasions de bêtes. Ritsuka et Mash doivent travailler ensemble pour contrer l'invasion de bêtes mystérieuses à Uruk sous les ordres de Gilgamesh tout en enquêtant sur la véritable nature des actions des trois déesses contre l'humanité ; mais sans Ritsuka que le sache, une entité ancienne se lève lentement de son sommeil.

## Personnages
Ritsuka Fujimaru (藤丸立香, Fujimaru Ritsuka)
Voix japonaise : Nobunaga Shimazaki,
Mash Kyrielight (マシュ・キリエライト, Mashu Kyrielight)
Voix japonaise : Rie Takahashi,
Fou (フォウ, Fō)
Voix japonaise : Ayako Kawasumi,
Romani Archaman (ロマニ・アーキマン, Romani Ākiman)
Voix japonaise : Ken'ichi Suzumura,
Leonardo Da Vinci (レオナルド・ダ・ヴィンチ)
Voix japonaise : Māya Sakamoto,
Gilgamesh (ギルガメッシュ, Girugamesshu)
Voix japonaise : Tomokazu Seki,
Enkidu (エルキドゥ, Erukidu) / Kingu (キングゥ, Kingū)
Voix japonaise : Yu Kobayashi,
Merlin (マーリン, Mārin)
Voix japonaise : Takahiro Sakurai,
Ana (アナ)
Voix japonaise : Yū Asakawa,
Ishtar (イシュタル, Ishutaru)
Voix japonaise : Kana Ueda,
Siduri (シドゥリ)
Voix japonaise : Yumi Uchiyama,
Ushiwakamaru (牛若丸)
Voix japonaise : Saori Hayami,
Musashibō Benkei (武蔵坊弁慶)
Voix japonaise : Tetsu Inada,
Leonidas Ier (レオニダス一世, Reonidasu Issei)
Voix japonaise : Shin'ichirō Miki,
Jaguar Warrior (ジャガーマン, Jagā Man)
Voix japonaise : Miki Itō
Solomon (ソロモン, Soromon)
Voix japonaise : Tomokazu Sugita
Avenger (アヴェンジャー, Avenjā) / Gorgon (ゴルゴン, Gorugon)
Voix japonaise : Yū Asakawa
Quetzalcoatl (ケツァル・コアトル, Ketsaru Koatoru)
Voix japonaise : Aya Endō
Ereshkigal (エレシュキガル, Ereshukigaru)
Voix japonaise : Kana Ueda
Beast II (ビーストII, Bīsuto II) / Tiamat (ティアマト, Tiamato)
Voix japonaise : Aoi Yūki
« Vieux de la Montagne » (『山の翁』, Yama no Okina) / Hassan-i Sabbâh (ハサン・サッバーフ, Hasan Sabbāfu)
Voix japonaise : Jōji Nakata

## Production

Logo original de la série d'animation.

Le 29 juillet 2018, Aniplex a officiellement annoncé la production de « Fate/Grand Order The Absolute Demon Battlefront: Babylonia » en même temps que « Fate/Grand Order Divine Realm of the Round Table: Camelot » qui adaptent respectivement les 7e et 6e chapitres du jeu mobile Fate/Grand Order,. Aniplex avait réalisé en janvier 2018 un sondage auprès des fans à propos de leur singularité favorite et quel type de développement futur ils aimeraient voir pour la franchise et dont le résultat classait en premier « Babylone » et « série télévisée d'animation ».
La série est réalisée par Toshifumi Akai avec Miyuki Kuroki comme assistant réalisateur au studio d'animation CloverWorks, Tomoaki Takase s'occupe des character designs, et Keita Haga et Ryo Kawasaki pour composer la bande originale,. Kinoko Nasu et TYPE-MOON sont crédités comme créateurs de l'œuvre d'origine et Takeshi Takeuchi pour le design des personnages principaux,. Dans une interview pour le magazine Newtype, le producteur de CloverWorks, Yūichi Fukushima, a indiqué que même si l'adaptation ne couvre pas le début du jeu vidéo, elle sera tout de même accessible à ceux qui n'y ont pas joué ; Shizuka Kurosaki, producteur d'Aniplex, a également déclaré : « Considérez chaque adaptation comme une vision différente de Chaldea et de la Singularité. Vous n'avez pas besoin de regarder la série télévisée avant les films ».
Un épisode pilote, dit « Episode 0 », a été projeté en surprise lors de l'événement Fate/Grand Order Fes. 2019 ~Chaldea Park~ le 3 août 2019 ; il se centre sur Romani Archaman et Mash Kyrielight. L'épisode est disponible dans le jeu mobile Fate/Grand Order entre le 4 août et 11 août 2019 pour les joueurs ayant terminé la troisième quête principale de la première singularité de Fuyuki.
Une projection en avant-première de l'épisode pilote et des deux premiers épisodes a lieu le 24 septembre 2019 à Tokyo. Wakanim a également projeté ces épisodes en tant que première européenne au Grand Rex de Paris le 29 septembre.
La série est composée de 21 épisodes répartis dans cinq coffrets Blu-ray/DVD,. Elle est diffusée au Japon entre le 5 octobre 2019 et le 21 mars 2020 sur Tokyo MX, BS11, GTV et GYT, et un peu plus tard sur MBS,. Wakanim détient les droits de diffusion en simulcast de la série dans les pays francophones sous le titre Fate/Grand Order Absolute Demonic Front: Babylonia ; mais également en Allemagne, en Autriche, dans les pays nordiques et dans les pays russophones,,. Aniplex of America la diffuse sur FunimationNow en Amérique du Nord et sur AnimeLab en Australie et en Nouvelle-Zélande avec une exclusivité de 30 jours. Crunchyroll diffuse également en Amérique, en Australie, Nouvelle-Zélande et les îles Britanniques. Bilibili diffuse aussi la série en streaming en Chine.
La chanson de l'opening de la série, intitulée Phantom Joke (ja), est réalisée par le groupe Unison Square Garden (ja). La chanson du premier ending, Hoshigafuru Yume (ja) (星が降るユメ), est interprétée par Eir Aoi tandis que celle du second, intitulée Prover (ja), est réalisée par Milet. La chanson Tell me (ja) de milet est utilisée lors du générique de fin spécifique de l'épisode 16,.

### Liste des épisodes
| No | Titre en français                                  | Titre original                                              | Date de 1re diffusion |
| --- | -------------------------------------------------- | ----------------------------------------------------------- | --------------------- |
| 0 | Initium Iter                                       | Initium Iter                                                | 3 août 2019           |
| Dans le passé, Romani « Roman » Archaman a rejoint Chaldea et servait de médecin traitant pour Mash Kyrielight, un bébé sur mesure qui a été transformé en une Demi-Servant, un Esprit héroïque inséré dans le corps physique d'un être humain. Alors que l'expérience est réussie, l'Esprit Héroïque devient fou furieux et tente d'attaquer Chaldea avant d'être retenu par Mash. Par la suite, l'esprit héroïque refuse d'aider Chaldea, bien que cela n'affecte pas leur projet d'utiliser Mash comme catalyseur pour invoquer plus de Servants. Roman s'inquiète de la durée de vie limitée de Mash et se lie d'amitié avec elle, lui apprenant à connaître l'humanité et le monde extérieur, et cette dernière souhaite alors voir un ciel dégagé. En 2016, Mash rencontre Ritsuka Fujimaru et commence leur long périple pour sauver le monde en voyageant dans le temps afin de résoudre de nombreuses singularités, rencontrant par la même occasion de nombreuses personnes et personnalités historiques. Mash et Ritsuka finissent par se préparer à entrer dans la septième singularité. |                                                    |                                                             |                       |
| 1 | Babylone, le Front démoniaque absolu               | 絶対魔獣戦線バビロニア Zettai majū sensen Babironia         | 5 octobre 2019        |
| Ritsuka et Mash ont utilisé le Rayshift pour se rendre vers la septième singularité, qui est la ville antique d'Uruk en l'an 2655 av. J.-C.. Cependant, ils finissent par atterrir loin d'Uruk car la ville est protégée par un champ de protection. Ils combattent de nombreuses bêtes démoniaques et sont brièvement assistés par une femme mystérieuse et puissante avant qu'elle ne parte. Enkidu arrive alors pour assister Ritsuka et Mash et les guider vers Uruk. Enkidu révèle qu'il connaît déjà leur mission de réparer l'histoire en récupérant le septième Saint Graal de la singularité, et explique que la Mésopotamie est sur le point de disparaître à cause de l'Alliance des Trois Déesses, qui cherche à détruire l'humanité. Il leur montre ensuite un mur gigantesque que l'humanité a construit pour protéger ce qui reste de la civilisation humaine : le Front démoniaque absolu, Babylone. Pendant ce temps, deux personnages encapuchonnés dans les bois remarquent l'arrivée de Ritsuka. |                                                    |                                                             |                       |
| 2 | La Ville fortifiée d'Uruk                          | 城塞都市ウルク Jōsai toshi Uruku                            | 12 octobre 2019       |
| Alors qu'Enkidu mène Ritsuka et Mash à Uruk, ils rencontrent des étrangers encapuchonnés, qui soulignent que, depuis que Gilgamesh est rentré de sa quête pour tenter de faire revivre Enkidu, cela signifie qu'Enkidu devrait déjà être mort, qualifiant l'actuel Enkidu d'imposteur travaillant pour le Roi des mages. Avec sa couverture tombée à l'eau, Enkidu tente d'attaquer Ritsuka et Mash, mais ils sont mis à l'abri par les mystérieux personnages. Les étrangers se présentent sous le nom de Merlin et Ana, deux Servants invoqués dans la Singularité pour se battre pour Uruk et assister Chaldea. Il est également révélé que Fou connaît Merlin et qu'il ne l'aime pas beaucoup. Merlin guide Ritsuka et Mash à Uruk pour rencontrer le roi Gilgamesh. Afin de tester Ritsuka et Mash, Gilgamesh les met au défi. |                                                    |                                                             |                       |
| 3 | Le Roi et le Peuple                                | 王と民 Ō to min                                             | 19 octobre 2019       |
| Mash et Ana sont obligées de se battre contre Gilgamesh, mais il n'est pas impressionné. Il révèle qu'il possède déjà le Saint Graal, raison pour laquelle l'Alliance des Trois Déesses a déclaré la guerre à Uruk. Cependant, il refuse de remettre le Graal à Ritsuka, affirmant qu'il s'agit maintenant de son trésor. Soudainement, la femme que Ritsuka a rencontrée auparavant fait irruption dans la salle du trône, qui se révèle être Ishtar, l'une des membres de l'Alliance des Trois Déesse. Ishtar se bat brièvement contre Gilgamesh, Mash et Ana, mais se retire après avoir remarqué quelque chose d'étrange à propos d'Ana. Gilgamesh autorise Ritsuka et Mash à rester à Uruk, en chargeant sa conseillère Siduri de les prendre en charge et en leur donnant la possibilité de travailler pour gagner sa faveur. Ils sont ensuite accueillis par les autres Servants que Gilgamesh avait invoqués : Ushiwakamaru, Benkei et Léonidas. Ritsuka et Mash sont ensuite chargés d'exécuter de nombreuses tâches banales. Ils ont finalement un jour de congé où ils aident Ana à détruire les mauvais esprits qui se cachent sous la ville. En attendant, Enkidu assure à sa mère qu'elle sera la déesse qui détruira Uruk et s'emparera du Graal. |                                                    |                                                             |                       |
| 4 | L'Appel de la jungle                               | 密林の呼び声 Mitsurin no yobigoe                            | 26 octobre 2019       |
| Après qu'ils ont passé un mois à accomplir de petites tâches, Gilgamesh confie à Ritsuka et Mash l'enquête sur la ville voisine d'Ur. Ils se rendent là-bas avec Merlin et Ana, où Ritsuka et Merlin soupçonnent que le Graal en la possession de Gilgamesh n'est pas la cause de la septième singularité. Ils ont ensuite une brève et déroutante rencontre avec une femme qui s'appelle « Jaguar Warrior » avant de disparaître. En arrivant à Ur, les résidents déclarent qu'ils ne sont pas en danger et qu'ils n'ont pas besoin de la protection de Gilgamesh. Merlin en déduit que le peuple d'Ur avait passé un accord avec une divinité pour le protéger en échange de sacrifices quotidiens, en observant l'absence d'hommes parmi la population. Les habitants confirment sa théorie en soulignant qu'ils n'ont aucun moyen de s'opposer à une divinité. Jaguar Warrior les attaque ensuite, révélant qu'elle n'a pas tué les hommes sacrifiés, mais les a seulement assignés à des travaux forcés pour ses propres fins. Mash et Ana tentent de se défendre, mais sont surpassés. Ritsuka est contraint de faire retraite à Uruk et promet de revenir pour sauver Ur. Le lendemain, Gilgamesh se rend dans leur logement pour les rencontrer. |                                                    |                                                             |                       |
| 5 | Les Voyages de Gilgamesh                           | ギルガメッシュ紀行 Girugamesshu kikō                        | 2 novembre 2019       |
| Gilgamesh assigne personnellement Ritsuka et Mash comme son escorte alors qu'il se rend dans un observatoire situé sur la côte afin de contrôler la qualité de l'eau de la mer. Sur le chemin, Ritsuka et Mash racontent à Gilgamesh des histoires sur les aventures dans les autres singularités. Bien que Gilgamesh affirme que leurs histoires ne l'intéressent pas, il reconnaît toutefois qu'ils ont fait un grand voyage. Après avoir atteint l'observatoire et recueilli les échantillons d'eau, Ritsuka et Mash prennent une pause sur la plage pendant que Gilgamesh s'occupe d'autres affaires. Mash continue de se demander si elle est vraiment humaine ou non, pendant que Ritsuka la rassure. Soudain, ils sont attaqués par Enkidu et ne sont sauvés que par l'intervention de Gilgamesh. Bien qu'il prétend être un imposteur, Enkidu ne peut se résoudre à tuer Gilgamesh et décide de se replier. Alors que Ritsuka, Mash et Gilgamesh reviennent à Uruk, Enkidu tente de se convaincre qu'il n'est qu'un imposteur du véritable Enkidu et qu'il ne devrait avoir aucune problème à tuer Gilgamesh. |                                                    |                                                             |                       |
| 6 | La Tablette du Destin                              | 天命の粘土板 Tenmei no nendo-ban                            | 9 novembre 2019       |
| Gilgamesh ordonne à Ritsuka, Mash, Merlin et Ana de trouver la Tablette du Destin, censée contenir des prédictions du futur écrites par Gilgamesh lui-même. Ils se rendent dans la ville de Kutha où il a été vu pour la dernière fois, bien que Kutha soit considérée comme une ville maudite car tout ses habitants sont décédés mystérieusement sans cause connue peu de temps après la formation de l'Alliance des Trois Déesse. La ville est également sur le territoire d'Ishtar. Sur le chemin de la ville, Merlin explique que l'Ishtar qu'ils ont rencontré a été invoquée par des prêtresses et fusionnée avec une humaine ordinaire, la faisant ainsi présenter des traits de personnalité à la fois d'une divinité et d'un humain. En explorant la ville, Ritsuka se promène accidentellement dans l'au-delà, où il est renvoyé dans le monde réel par un vieil homme mystérieux nommé Ziusu-dra. Ritsuka se réveille avec le Tablette du Destin en sa possession quand Ishtar se met à les attaquer. Bien que initialement surpassé, le groupe de Ritsuka est capable de la maîtriser lorsque le soleil se couche, affaiblissant son pouvoir. Ritsuka interroge ensuite Ishtar, qui révèle que les trois déesses s'affrontent entre elles pour s'emparer du Graal, ce qui leur donnerait le pouvoir de contrôler la singularité. Elle révèle également qu'elle a été invoquée par des prêtresses d'Uruk, tandis que les deux autres déesses ont été invoquées par le Graal. Par la suite, ils sont soudainement attaqués par une armée de squelettes de morts-vivants. Ritsuka libère Ishtar pour sa coopération et Ishtar rend la pareille en détruisant les squelettes, permettant ainsi au groupe de s'échapper. |                                                    |                                                             |                       |
| 7 | Opération de diversion                             | 陽動作戦 Yōdō sakusen                                       | 16 novembre 2019      |
| Ritsuka explique à Merlin comment il a été facilement vaincu par le Roi des Mages Solomon à la Quatrième singularité, à Londres. Merlin fait remarquer que, puisque Solomon est un Grand Caster, Ritsuka aura besoin de la puissance du Graal Final pour le vaincre. Le groupe est ensuite convoqué sur le mur nord d'Uruk. Leonidas les informe qu'une ville fortifiée au-delà du mur, Niddur, est devenue silencieuse et qu'ils doivent enquêter pour voir s'il y a des survivants. Dans la soirée, Ana se demande si elle devrait révéler à Ritsuka et à Mash sa véritable identité, mais Merlin le déconseille, car elle est leur atout contre la Déesse des bêtes. Le lendemain, Ritsuka, Mash, Merlin, Ana, Ushiwakamaru et Benkei dirigent une force militaire à Niddur. Ils y découvrent que la ville est déjà tombée et Enkidu révèle que les gens sont utilisés pour créer une nouvelle génération de créatures démoniaques plus puissantes. Enkidu tente alors de tuer Ana, réalisant que son arme et ses yeux sont capables de tuer des immortels, ce qui en fait une menace pour les déesses. Merlin ordonne à Fou de téléporter Ana en sécurité. Soudain, une Servant de classe Avenger se réveille et se présente comme étant la mère d'Enkidu et la Déesse des bêtes, Tiamat, avant d'attaquer Ritsuka et Mash. |                                                    |                                                             |                       |
| 8 | La Déesse Mère des bêtes démoniaques               | 魔獣母神 Majū boshin                                        | 23 novembre 2019      |
| Tiamat attaque Ritsuka, Mash et Merlin avec ses yeux mystiques de pétrification, mais ils sont sauvés par l'arrivée opportune d'Ushiwakamaru. En colère, Tiamat attaque directement le mur nord, poussant Leonidas à se mobiliser. En tant que héros grec et descendant de Zeus, Leonidas reconnaît Tiamat comme la bête grecque Gorgon. Ushiwakamaru et lui se sacrifient pour tenter de vaincre Gorgon, mais échouent puisque le pouvoir du Saint-Graal la préserve. Avant que Gorgon puisse continuer à attaquer Uruk, Enkidu lui conseille d'attendre, car la destruction d'Uruk dissoudrait l'Alliance des Trois Déesse et ils devaient attendre que leur deuxième génération de bêtes démoniaques soit née pour s'occuper des deux autres déesses. Gorgone accepte et part, déclarant qu'elle reviendra dans 10 jours pour détruire Uruk. Avant de se retirer, Enkidu révèle à Ritsuka qu'il est en réalité Kingu, un homme artificiel conçu pour remplacer l'humanité. Benkei admet ensuite qu'il n'est pas le vrai Benkei, mais Hitachibō Kaison, un homme qui a abandonné le véritable Benkei à cause de sa lâcheté. Ayant honte de sa lâcheté en refusant d'aider Leonidas et Ushiwakamaru, Kaison quitte Uruk pour retrouver le salut en combattant lui-même les bêtes démoniaques. Malgré la perte de la plupart de leurs Servants, les habitants d'Uruk sont motivés pour continuer les combats grâce à Ritsuka, qui a décidé de reconstruire le mur nord brisé. Pendant ce temps, il est révélé qu'Ushiwakamaru a été capturé par Gorgon et Kingu, qui envisagent de la convertir en une bête démoniaque. |                                                    |                                                             |                       |
| 9 | Bonjour, déesse de Vénus                           | おはよう、金星の女神 Ohayō, Kinsei no megami                | 30 novembre 2019      |
| Gilgamesh et Chaldea tiennent une réunion pour déterminer comment combattre Gorgon. Merlin explique que Gorgon est la forme finale de Méduse, rendue folle après avoir été maudite par Athéna et constamment chassée par les humains, poussant cette dernière à dévorer ses propres sœurs afin d'acquérir de la force. Ils théorisent que sa capacité à donner naissance à des bêtes démoniaques était un pouvoir accordé par le Saint Graal. Voyant les divisions au sein de l'Alliance des trois déesses, Gilgamesh charge Ritsuka de convaincre Ishtar de se joindre à eux. Ana se remet de ses blessures et rejoint le groupe. Ils se dirigent vers le mont Ebih pour la rencontrer et exploiter sa faiblesse pour les pierres précieuses en offrant un quart des coffres de Babylone en échange de devenir le Servant de Ritsuka, ce que Ishtar accepte. Roman l'interroge sur sa nature de Pseudo-Servant possédant le corps d'un humain, et Ishtar explique qu'elle et son hôte humain ont fusionné en une seule entité avec les deux moitiés coexistant. Cette nuit-là, Ishtar confie à Ritsuka qu'elle fait partie de l'Alliance des trois déesses parce qu'elle n'est pas d'accord avec la décision de l'humanité d'abandonner l'Ère des dieux, car elle veut que les humains et les dieux coexistent pacifiquement. |                                                    |                                                             |                       |
| 10 | Salutations, déesse du Soleil                      | こんにちは、太陽の女神 Konnichiwa, Taiyō no megami          | 7 décembre 2019       |
| Le groupe retourne à Uruk, où Gilgamesh prévoit d'utiliser la hache de Marduk contre Gorgon. Puisque la hache de Marduk avait tué Tiamat, elle devrait être efficace contre Gorgon, qui possède l'Autorité de Tiamat. Cependant, la dernière position connue de la hache était dans la ville d'Eridu, qui se trouve sur le territoire de la troisième déesse, Quetzalcoatl. Cette dernière attaque soudainement Uruk et tue exactement une centaine de soldats avant de partir, expliquant que même si sa mission est de détruire l'humanité, elle a décidé de ne tuer qu'une centaine d'humains par jour et promet de revenir demain pour en tuer une centaine. Jaguar Warrior est également révélée comme étant alliée à Quetzalcoatl, et elle emporte tous les cadavres que Quetzalcoatl a laissés. Roman propose un plan pour détruire le temple de Quetzalcoatl à Eridu, qui devrait avec un peu de chance l'affaiblir suffisamment pour être combattue de manière conventionnelle. Ishtar avertit Ritsuka que Quetzalcoatl est « l'apogée du Bien », ce qui signifie que seules les attaques considérées comme « maléfiques » peuvent la nuire. Sur le chemin d'Eridu, ils rencontrent à nouveau Jaguar Warrior. En découvrant que Jaguar Warrior est une Servant solitaire sans Master qui est obligée de servir Quetzalcoatl pour survivre, Ritsuka parvient à la convaincre de se joindre à lui. Jaguar Warrior leur montre alors un camp où les soldats que Quetzalcoatl, apparemment tués, sont encore en vie, après avoir été ramenés à la vie par Quetzalcoatl pour la servir dans sa propre armée le moment venu. En concluant que Quetzalcoatl n'est pas mauvaise, Ritsuka décide de la vaincre au combat pour la convaincre de le rejoindre. |                                                    |                                                             |                       |
| 11 | Le Temple du Soleil                                | 太陽の神殿 Taiyō no shinden                                 | 14 décembre 2019      |
| Gilgamesh commence à se rappeler son amitié avec Enkidu. Alors que Ritsuka et son groupe atteignent le Temple du Soleil, Quetzalcoatl les attend déjà. Puisque son existence dépend des humains, elle admet qu'elle n'a aucun désir de détruire l'humanité, mais elle trouve toujours amusant de se battre et de défier les humains. Intriguée par les motivations de Ritsuka, elle propose de se rendre si Ritsuka est capable de détruire la Pierre du Soleil au sommet du temple. Alors que ses Servants combattent Quetzalcoatl pour l'occuper, Ritsuka se dirige vers la Pierre du Soleil. En observant le combat, Ritsuka se rend compte que Quetzalcoatl ne cherche pas un combat, mais essaie en fait d'évaluer sa détermination. Afin de le prouver, il fait un saut de la foi du haut du temple pour attaquer de front Quetzalcoatl. Impressionnée par le courage de Ritsuka, Quetzalcoatl accepte de le rejoindre. Alors que les préparatifs sont en cours pour déplacer la hache de Marduk à Uruk, Ritsuka se souvient de la façon dont Sherlock Holmes l'a averti que Roman n'a pas enregistré de passé et a aidé Marisubury Animusphere à remporter la 4e guerre du Saint Graal. Puisque Roman a caché ces faits, on ne peut lui faire entièrement confiance. Cependant, Mash a toujours confiance que Roman est de leur côté. Pendant sa surveillance nocturne, Ritsuka s'endort et aperçoit une déesse différente qui ressemble à Ishtar. Le lendemain, le groupe ne revient à Uruk que pour rencontrer une Siduri paniquée, qui les avertit que quelque chose est arrivé à Gilgamesh. Pendant ce temps, Gilgamesh se réveille dans l'Au-delà et se rend compte qu'il est mort. |                                                    |                                                             |                       |
| SP1 | Épisode récapitulatif I : Le Début du voyage       | 総集編Ⅰ 旅の始まり Sōshūhen I: Tabi no hajimari             | 21 décembre 2019      |
| Note : Il s'agit d'un récapitulatif. |                                                    |                                                             |                       |
| SP2 | Épisode récapitulatif II : Le Combat d'une âme     | 総集編Ⅱ 魂の闘い Sōshūhen II: Tamashii no tatakai           | 28 décembre 2019      |
| Note : Il s'agit d'un récapitulatif. |                                                    |                                                             |                       |
| 12 | La Mort du Roi                                     | 王の死 Ō no shi                                             | 4 janvier 2020        |
| Siduri informe le groupe que Gilgamesh est apparemment mort de surmenage, ce qui intrigue le groupe. Elle admet également qu'il y a eu une vague récente de morts mystérieuses dans tout Uruk, et Quetzalcoatl révèle que la troisième membre de l'Alliance des trois déesses, Ereshkigal, doit être responsable. Cela crée de la confusion parmi le groupe, qui a initialement supposé qu'Ishtar était la troisième membre jusqu'à ce que Merlin se rende compte qu'Ishtar et Ereshkigal auraient été toutes les deux être invoquées par le même rituel qui avait invoqué Ishtar. Le groupe décide d'affronter et de vaincre Ereshkigal afin de libérer l'âme de Gilgamesh. Puisque les dieux et les Servants sont impuissants dans l'Au-delà, seuls Ritsuka et Mash s'y rendent, guidés par Ishtar. Ishtar admet qu'elle a tenté une fois d'envahir l'Au-delà mais a échoué, entraînant une défaite humiliante. Sur place, ils retrouvent Gilgamesh, qui a également l'intention d'affronter Ereshkigal. Alors qu'ils avancent plus profondément, Gilgamesh explique qu'Ereshkigal a été forcée de prendre en charge l'Au-delà contre sa volonté et a été piégé depuis. En atteignant le fond, le groupe rencontre Ereshkigal et se prépare à la combattre. |                                                    |                                                             |                       |
| 13 | Au revoir, déesse de l'Au-delà                     | さよなら、冥界の女神 Sayonara, Meikai no megami             | 11 janvier 2020       |
| Ereshkigal révèle ses plans pour tuer toute l'humanité avant Gorgon, afin qu'elle puisse garder les âmes dans l'Au-delà pour elle-même. Elle attaque ensuite le groupe, forçant Mash et Gilgamesh à défendre Ritsuka. Révélant qu'en tant que roi d'Uruk, il a toujours le pouvoir de nuire à Ereshkigal, Gilgamesh l'attaque directement, lui disant qu'il est temps d'être puni pour ses actions. Cela ne fait qu'énerver davantage Ereshkigal, car elle sent qu'elle ne fait que remplir le devoir qui lui a été confié. Ritsuka se rend alors compte qu'Ereshkigal avait possédé le corps d'Ishtar quand ils discutaient ensemble la nuit. Il conclut que le complot d'Ereshkigal pour amener toute l'humanité dans l'Au-delà est basé sur son désir de les protéger. Alors qu'Ereshkigal prépare son ultime attaque, Ritsuka utilise un sceau de commandement sur Mash afin qu'elle puisse utiliser Lord Camelot pour neutraliser l'attaque. Voyant que Rituska a complètement vu à travers ses plans, Ereshkigal perd la volonté de le combattre, et Ziusu-dra arrive et rompt sa connexion avec l'Alliance des trois déesses. Ereshkigal accepte de faire revivre Gilgamesh et les habitants d'Uruk et de Kutha dont elle a volé l'âme, ainsi que d'aider à combattre Gorgon. Lorsqu'on lui a demandé pourquoi elle était venue dans l'Au-delà malgré sa rivalité avec Ereshkigal, Ishtar admet qu'elle avait toujours voulu la libérer de l'Au-delà, c'est pourquoi elle a essayé de l'envahir en premier lieu. Gilgamesh part puisque son âme est retourné vers son corps, bien qu'il note qu'il n'a pas pu retrouver le corps d'Enkidu où il était censé être enterré. Il conclut alors qu'avec la destruction de l'âme d'Enkidu par les dieux, Kingu est une âme différente qui a été placée dans le véritable corps d'Enkidu.                                                                                                  |                                                    |                                                             |                       |
| 14 | Affrontement décisif                               | 決戦 Kessen                                                 | 18 janvier 2020       |
| Avec la résurrection de Gilgamesh, le groupe commence à réfléchir à un moyen d'arrêter Gorgon. Gilgamesh propose un plan dans lequel Quetzalcoatl lance la hache de Marduk sur le temple de Gorgon, le Temple de sang, qui le devrait percer et affaiblir suffisamment Gorgon pour que Ritsuka la combatte. Cette nuit-là, Ritsuka découvre qu'Ana avait aidé le peuple Uruk pendant qu'il était dans l'Au-delà, et elle a acquis une nouvelle appréciation pour les humains qu'elle prétendait détester. Alors que les bêtes démoniaques attaquent le mur nord, Jaguar Warrior aide à les retenir tandis que Quetzalcoatl lance la hache, endommageant énormément le Temple de sang. Cependant, Quetzalcoatl perd la moitié de son pouvoir en raison de son lien avec l'Alliance des trois déesses. Réalisant que Gorgon est en danger, Kingu se retire des lignes de front. Pendant ce temps, Ritsuka, Mash, Merlin, Ana et Ishtar entrent dans le Temple du sang et affrontent Gorgon. Gorgon leur dit qu'elle désire simplement se venger de l'humanité, obligeant Ritsuka à déclarer qu'il ne l'acceptera jamais. Gorgon voit alors Ana et devient terrifiée par sa présence. Ana révèle qu'elle est Medusa, la version la plus jeune de Gorgon. Merlin déverrouille les pouvoirs d'Ana et elle se prépare à utiliser ses propres yeux mystiques sur Gorgon. |                                                    |                                                             |                       |
| 15 | Une nouvelle humanité                              | 新しいヒトのカタチ Atarashii Hito no Katachi                | 25 janvier 2020       |
| Ana attaque Gorgon, utilisant son arme spéciale Harpe pour annuler l'immortalité de Gorgon. Elle utilise ses dernières forces pour porter un coup fatal à Gorgon et fait ses adieux à Ritsuka et Mash avant de disparaître avec Gorgon. Cependant, malgré la défaite de Gorgon, le Graal n'apparaît pas et la Singularité ne s'effondre pas. Kingu arrive alors et révèle qu'il possède le Graal. Il révèle également qu'il avait prévu la mort de Gorgon dès le départ, car cela réveillerait la véritable Tiamat. Merlin commence soudain à perdre ses forces et à disparaître, et dit à Ritsuka d'avertir Gilgamesh que Tiamat est un « Vice de l'humanité » avant de disparaître également. Ritsuka, Mash et Ishtar retournent à Uruk pour trouver la ville déjà attaquée par les serviteurs de Tiamat, des abominations qui s'avèrent difficiles à tuer, même pour les Servants. Les créatures battent en retraite malgré le fait qu'elles ont le dessus. Gilgamesh dit à son peuple de chercher refuge au mur nord, car Uruk n'est plus en sécurité. Ritsuka transmet l'avertissement de Merlin à Gilgamesh et il explique que Tiamat est une Beast, une personnification d'une catastrophe destinée à détruire l'humanité. Romani mentionne que les nouvelles créatures sont similaires à Kingu et les surnomme « Lahmu ». En découvrant que Siduri a été capturée par les Lahmu, Ritsuka se dirige vers Eridu pour la sauver. Ils sauvent le peu de survivants d'Eridu qu'ils peuvent, mais Ritsuka se rend compte que Siduri a été transformé en Lahmu. Kingu arrive alors, furieux de la nature inutilement violente des Lahmus et tente d'exercer son contrôle. Cependant, les Lahmu trahissent Kingu et l'attaquent à la place. |                                                    |                                                             |                       |
| SP3 | Épisode récapitulatif III : Affrontement décisif   | 総集編Ⅲ 決戦 Sōshūhen III: Kessen                           | 1er février 2020      |
| Note : Il s'agit d'un récapitulatif. |                                                    |                                                             |                       |
| 16 | Éveil                                              | 目覚め Mezame                                               | 8 février 2020        |
| Les Lahmu retirent le Graal du corps de Kingu, le déclarant obsolète. Kingu s'enfuit pendant que l'un des Lahmu va livrer le Graal à Tiamat. Il est alors coincé dans la forêt et se prépare à rencontrer sa fin lorsque l'un des Lahmu se retourne contre les autres, les détruisant tout en étant lui-même mortellement blessé. Le Lahmu, qui se révèle être Siduri, prend Kingu pour Enkidu et lui dit comment tout le monde à Uruk a pleuré sa mort. Alors que Siduri décède, les anciens souvenirs d'Enkidu ressurgissent dans Kingu, provoquant beaucoup de confusion et de désespoir chez lui. Ritsuka et ses serviteurs poursuivent le Graal mais sont arrêtés par Ushiwakamaru, qui a été corrompue par Tiamat. Alors qu'ils sont capables de repousser Ushiwakamaru, elle remplit sa mission en les retardant assez longtemps pour que le Graal atteigne Tiamat. Gilgamesh prévient qu'avec le pouvoir du Graal, Tiamat a commencé à répandre sa boue noire à travers la Mésopotamie, qui transformera toute créature vivante en l'un de ses serviteurs au contact. Si elle n'est pas rapidement maîtrisée, toute la civilisation humaine sera engloutie et détruite. En l'absence d'autres options disponibles, Ritsuka et ses Servants décident d'attaquer Tiamat directement pour arrêter la propagation de la boue noire. |                                                    |                                                             |                       |
| 17 | Le congrès s'amuse                                 | 会議は踊る Kaigi wa odoru                                   | 15 février 2020       |
| Ritsuka et ses Servants attaquent Tiamat directement, et Isthar est apparemment capable de la détruire avec son ultime attaque. Cependant, Tiamat révèle alors sa véritable forme gargantuesque. Réalisant qu'ils n'ont aucun moyen de combattre Tiamat, Ritsuka et ses Servants se replient vers Uruk. Pendant ce temps, la boue noire déborde sur le rivage et n'est retenue que par les défenses d'Uruk. De retour à Uruk, Ritsuka est consterné de découvrir que la boue noire a anéanti toutes les villes environnantes, ne laissant que 500 survivants à Uruk. En outre, Roman souligne que puisque Tiamat est la déesse primordiale qui a donné naissance à toute vie sur Terre, elle n'a aucun concept de mort et ne peut pas être tuée tant que la vie sur Terre existe toujours. Ritsuka a soudain l'idée d'envoyer Tiamat dans l'Au-delà. Puisqu'il n'y a aucun être vivant dans l'Au-delà, Tiamat devrait être suffisamment affaiblie pour être tuée. Le groupe conclut qu'ils doivent arrêter l'avancée de Tiamat vers Uruk pendant au moins un jour pour donner à Ereshkigal suffisamment de temps pour installer une porte dans l'Au-delà en dessous d'Uruk. Gilgamesh demande ensuite à Ishtar d'utiliser le taureau du ciel, Gugalanna, pour combattre Tiamat. Cependant, Ishtar admet qu'elle a perdu Gugalanna et qu'elle le recherchait depuis son invocation. Sans aucun plan solide retardant Tiamat, Gilgamesh ordonne à tout le monde de se reposer pour la nuit. |                                                    |                                                             |                       |
| 18 | Sur l'Étoile primordiale, regardons les Cieux      | 原初の星、見上げる空 Gensho no hoshi, miageru sora          | 22 février 2020       |
| Ritsuka et Mash se sentant toujours coupables d'avoir libéré la vraie forme de Tiamat, Gilgamesh les rassure en les racontant que dans ses prophéties, il ne se voyait que comme le seul survivant d'Uruk. Cependant, puisque cinq cents personnes sont toujours en vie, ce fait prouve que Ritsuka et Mash ont fait une différence et ont toujours le pouvoir de sauver la singularité. Alors que Ritsuka et ses Servants se reposent pour la nuit, Kingu se faufile dans Uruk, bien que la perte du Graal signifie que son corps est défaillant. Gilgamesh s'approche de Kingu et lui donne son propre Graal, rétablissant le pouvoir de Kingu. Kingu est confus car ils devraient être ennemis, mais Gilgamesh explique que Kingu a hérité du corps d'Enkidu et qu'il aimerait être considéré comme un ami pour lui. Gilgamesh prend ensuite congé, disant à Kingu qu'il est libre de faire ce qu'il veut. Le lendemain, avec seulement 8 heures restantes jusqu'à ce que Tiamat atteigne Uruk, Gilgamesh et Romani proposent un plan d'utilisation de la Pierre du Soleil de Quetzalcoatl pour détruire la boue noire autour de Tiamat, ce qui devrait interrompre son avancée. Ushiwakamaru revient pour essayer de les intercepter, mais Hitachibō revient également, avec l'intention de se racheter lui-même et Ushiwakamaru. Il se sacrifie pour gagner suffisamment de temps afin que Quetzalcoatl utilise son Noble Phantasm, Piedra Del Sol, qui détruit complètement Ushiwakamaru et une grande partie de la boue noire. Tiamat révèle ensuite qu'elle a la capacité de voler, forçant Quetzalcoatl à se sacrifier pour utiliser un autre Noble Phantasm, Xiucoatl, stylisé comme « Ultimo Tope Patada ». L'attaque ne parvient pas à détruire Tiamat, mais parvient à endommager l'une de ses cornes. Alors que Ritsuka se prépare pour une autre attaque, Gorgon apparaît soudainement, se mettant sur le chemin de Tiamat. |                                                    |                                                             |                       |
| 19 | Mésopotamie, le Front démoniaque absolu (Partie 1) | 絶対魔獣戦線メソポタミアⅠ Zettai Majū Sensen Mesopotamia I  | 7 mars 2020           |
| Il est révélé que la Gorgon qui se tient sur le chemin de Tiamat est en fait Ana, ayant pris sa forme future. Ana dit à Ritsuka et Mash de se retirer sur Uruk avant d'attaquer Tiamat, se sacrifiant pour détruire la corne endommagée de Tiamat et l'empêchant de voler. Cependant, sans Quetzalcoatl pour brûler la boue noire, Tiamat continue son avance à pied. De retour à Uruk, Gilgamesh les félicite de leurs efforts pour défendre la ville et engage finalement Tiamat personnellement avec sa magie. Tiamat tente de tirer sur Ritsuka avec une attaque à longue portée, mais Gilgamesh s'interpose, ce qui lui inflige une blessure mortelle. Kingu arrive alors et se sacrifie pour créer la Chaîne des Cieux, liant Tiamat sur place assez longtemps pour qu'Ereshkigal finisse de déplacer l'Au-delà. Ishtar fait sauter un trou sous Tiamat, la faisant tomber dans l'Au-delà. Alors qu'elle est affaiblie, la boue noire qu'elle génère commence à corrompre l'Au-delà, annulant son pouvoir. Le véritable Merlin arrive alors, ayant voyagé directement d'Avalon, et neutralise la boue noire avec sa magie. Il explique ensuite à Ritsuka que lors de ses voyages dans la Singularité, il avait invoqué sans le savoir un Grand Serviteur destiné à combattre Tiamat. Ziusu-dra arrive alors, se révélant être le Grand Serviteur, le premier Hassan-i Sabbâh. |                                                    |                                                             |                       |
| 20 | Mésopotamie, le Front démoniaque absolu (Partie 2) | 絶対魔獣戦線メソポタミアⅡ Zettai Majū Sensen Mesopotamia II | 14 mars 2020          |
| Hassan attaque Tiamat, lui présentant de force le concept de mort et la rendant vulnérable. Cependant, alors que Ritsuka et ses Servants attaquent Tiamat, cette dernière invoque de puissants Lahmus pour se défendre alors qu'elle tente de remonter hors de l'Au-delà. Ritsuka et Servants sont rapidement dépassés par la puissance des nouveaux Lahmus jusqu'à ce que Gilgamesh arrive sous sa forme de Servant. Gilgamesh est capable de supprimer le Lahmu et de forcer Tiamat à redescendre dans l'Au-delà. En réponse, Tiamat crée un champ d'autorité, « Nega-Genesis », afin de recréer l'univers. Ereshkigal se sacrifie en utilisant tout son pouvoir pour supprimer temporairement Tiamat tandis que Mash et Merlin utilisent leurs Noble Phantasms respectifs, Lord Camelot et Garden of Avalon, afin d'ouvrir un chemin à Ritsuka pour attaquer directement la tête de Tiamat. Après une conversation avec le subconscient de Tiamat et confirmant que Tiamat ne veut pas nuire à ses enfants bien qu'ils l'aient abandonné, Ritsuka est capable de convaincre Tiamat que l'humanité l'aime toujours et la remercie en annulant son champ Nega-Genesis, permettant à Gilgamesh d'effacer complètement la forme physique de Beast II avec son arme ultime, Enuma Elish. Alors que l'Au-delà commence à s'effondrer, Merlin utilise sa magie pour renvoyer à la surface Ritsuka et Mash qui étaient inconscients. |                                                    |                                                             |                       |
| 21 | Grand Order                                        | Grand Order                                                 | 21 mars 2020          |
| Ritsuka et Mash reprennent conscience à la surface près du mur nord, où ils rencontrent Quetzalcoatl et Jaguar Warrior. Jaguar Warrior explique qu'elle a sauvé Quetzalcoatl après son ultime attaque contre Tiamat. Quetzalcoatl félicite Ritsuka pour sa victoire avant de disparaître avec Jaguar Warrior, maintenant que leur rôle est terminé. Ritsuka et Mash se rendent ensuite dans les ruines d'Uruk, où ils trouvent Merlin et Ishtar qui les attendent. Ishtar explique que comme la surface, le monde souterrain a été lourdement endommagé, mais elle ment à propos de la mort d'Ereshkigal, disant qu'elle se repose à la place. Lorsqu'on lui a demandé pourquoi il avait quitté Avalon pour aider malgré le fait qu'il soit interdit, Merlin révèle qu'en observant le voyage de Ritsuka, il est devenu fasciné par ce dernier et a décidé d'enfreindre les règles pour cette fois. Merlin prend ensuite congé, retournant à Avalon. Dans un flashback, Gilgamesh se souvient d'une conversation avec Enkidu, où il lui a révélé la destruction prophétisée d'Uruk et a réaffirmé leur amitié. Ritsuka, Mash et Ishtar trouvent Gilgamesh en attente dans sa salle du trône. Gilgamesh louange Rituka et Mash pour leur victoire et raconte comment son voyage raté pour ressusciter Enkidu lui a finalement appris le sens de l'humanité. Il offre ensuite le Saint Graal d'Uruk à Ritsuka et Mash avant leur retour à Chaldea. Alors que les humains survivants commencent à reconstruire la société, Ishtar et Hassan restent dans la singularité pour la surveiller pendant que Gilgamesh s'estompe. Cependant, à leur retour à Chaldea, Ritsuka et Mash sont informés que la Singularité finale, « le Grand Temple du Temps, Solomon », est apparue. Romani annonce que le prochain objectif de Chaldea est de prendre d'assaut la Singularité finale.                                                                |                                                    |                                                             |                       |